# Museu e Galeria de Arte Hunteriana
Hunterian Museum and Art Gallery da Universidade de Glasgow é o mais antigo museu público da Escócia.